# 瑟爾西格鄉
47°32′N 23°18′E / 47.533°N 23.300°E
瑟爾西格鄉（羅馬尼亞語：Comuna Sălsig, Maramureș），是羅馬尼亞的鄉份，位於該國西北部，由馬拉穆列什縣負責管轄，面積22平方公里，海拔高度160米，2007年人口1,518，人口密度每平方公里69人。